# Rosario Iozia
Rosario Iozia (Catania, 19 agosto 1962 – Cittanova, 10 aprile 1987) vicebrigadiere dell'Arma dei Carabinieri vittima della 'Ndrangheta.

## Biografia
Entra nell'Arma dei Carabinieri nel 1980 e nel 1981 viene trasferito alla stazione dei carabinieri di Roma Salaria per poi essere nuovamente inviato in altre zone d'Italia. Giunge in Calabria nel 1985 presso la stazione dei carabinieri di San Giorgio Morgeto in provincia di Reggio Calabria e quindi viene assegnato come comandante della squadriglia carabinieri a Cittanova dove prende parte a numerose operazioni contro la criminalità organizzata calabrese tra cui l'azione di rilascio di Angela Mittica, sequestrata tempo prima nella Piana di Gioia Tauro.

### L'omicidio
Il 10 aprile 1987 il vicebrigadiere Iozia sta percorrendo la strada che da Cittanova porta a Polistena, quando nota degli uomini armati camminare in un uliveto e intuisce un pericolo. Anche se fuori servizio ferma la macchina, scende e punta la pistola verso i malviventi intimando l'alt, ma uno di essi spara due colpi di lupara che colpiscono Iozia. Egli risponde con un colpo di pistola ma muore subito dopo; a seguito delle indagini di polizia si scoprì che tra quei malviventi era presente anche un latitante.

### Onorificenze
Medaglia d'argento
al valor militare concessa dal Presidente della Repubblica Italiana a Rosario Iozia vicebrigadiere dei CC della Legione Carabinieri di Catanzaro.